# The Kardashians
The Kardashians är en amerikansk realityserie vars första säsong hade premiär den 14 april 2022. Första säsongen bestod av tio avsnitt. Den fjärde säsongen hade premiär den 28 september 2023 och bestod av tio avsnitt.

## Handling
Serien, som är en fortsättning på TV-serien Familjen Kardashian, kretsar kring kring familjen Kardashian och deras berättelser om verkligheten bakom de braskande rubrikerna.

## Rollista i urval
- Kris Jenner
- Kim Kardashian
- Kourtney Kardashian
- Khloé Kardashian
- Kendall Jenner
- Kylie Jenner
- Travis Barker
- Scott Disick
- Corey Gamble
- Tristan Thompson